# Friedrich Boedeker
Friedrich H. Böedeker (ou Bödecker) (Helpup, 11 de setembro de 1867 - Colônia, 9 de abril de 1937) foi um botânico e farmacêutico alemão. Nasceu na cidade alemã de Oerlinghausen e morreu na cidade alemã de Colônia.
Apresenta um  registro de 626 identificações e nomeações de novas espécies, principalmente da família  Cactaceae.